# خورخي بايز (لاعب كرة قدم)
خورخي بايز (بالإسبانية: Jorge Báez)‏ هو مدرب كرة قدم ولاعب كرة قدم باراغواياني في مركز الوسط، ولد في 23 أكتوبر 1990 في أسونسيون في باراغواي. لعب مع أرسنال ساراندي وأوليمبيا أسونسيون وسيرو بورتينيو.